# Kuffert
En kuffert er en rektangulær taske med runde hjørner lavet af hård eller blød plastik, vinyl, hårdt læder eller et lignende materiale, der holder formen. En kuffert har et håndtag til at bære den i, og bliver hovedsageligt brugt til at transportere tøj og andre ejendele ved rejser. Den åbnes ved hængsler ligesom en dør.
Moderne kufferter har ofte indbyggede hjul, der gør det muligt at køre kufferten henover hårde overflader.